# La giara d'oro
La giara d'oro è una leggenda e fiaba curda dell'area curdo-turca-siriana-irachena.

## Trama
Un contadino molto povero, possedeva un po' di terra e due buoi. Venuti a mancare questi ultimi, è costretto ad affittare l'appezzamento ad un vicino, che in seguito rintracciò sotto il terreno una giara piena di oro. Fu felice di comunicare la sua scoperta al proprietario, ma sorprendentemente entrambi erano altruisti e volevano rifilare il materiale prezioso trovato all'altro. Finirono col litigare e coinvolsero il re nel ruolo di giudice, il quale sentenziò che l'oro appartenesse a lui e quindi organizzò una spedizione per andare a ritirarlo. Ma gli uomini del re trovarono solamente una giara infestata da serpenti e questo fatto stupì il sovrano che convocò i filosofi saggi per stabilire una giusta soluzione. I due uomini litiganti, infatti, avevano entrambi un figlio, maschio il primo, femmina il secondo, e fu stipulato che si sposassero e che ricevessero in omaggio l'oro trovato.

## Temi
Le leggende e le fiabe curde sono parabole che tendono a non drammatizzare gli eventi e talvolta sono beffarde. La religiosità è uno dei tanti temi, ma non è vissuta come elemento essenziale; molto diffuse sono le fiabe animali alle volte con uno sfondo morale, i protagonisti delle quali spesso fanno parte del mondo sociale reale curdo.